# Jules Vizentini
Pour les articles homonymes, voir Vizentini.
Jules Émilan Vizentini, né à Bordeaux le 16 août 1810 et mort à Paris 11e le 14 octobre 1882, est un acteur de théâtre et auteur dramatique français. 

## Biographie
Fils d'Augustin Vizentini et frère d'Albert Vizentini, il joue dans de nombreuses pièce comme comédien, telles que Paris à cheval de Pierre Carmouche (1845), Le Cheval du diable de Amable de Saint-Hilaire puis au Théâtre de la Gaîté, Le Gascon de Théodore Barrière (1875) ou encore La Haine de Victorien Sardou (1875). 
Premier régisseur du Théâtre de Saint-Hubert (1851), le 25 juin 1875, il rachète à Jacques Offenbach et devient ainsi directeur du Théâtre de la Gaîté.

## Œuvres
- 1840 : Les Deux magots, ou Un bal de carnaval, folie en un acte, avec Pierre Bellot
- 1849 : Robert Macaire et Bertrand ou les suites d'un cauchemar, folie en un acte, avec Auguste Jouhaud, Théâtre des Délassements-Comiques, 29 septembre
- 1865 : Le Coup du lapin, vaudeville en un acte, avec Théodore de Lustières, Théâtre Déjazet, 24 septembre